# Indoniscus albidus
Indoniscus albidus là một loài chân đều trong họ Styloniscidae. Loài này được Vandel miêu tả khoa học năm 1952.